# Juego de espejos
Juego de espejos (titulada originalmente en inglés como The Unlikely Spy) es la primera novela del autor estadounidense de origen portugués Daniel Silva, publicada en 1996.
El libro ambientado en la Segunda Guerra Mundial narra, a través de personajes ficticios, la operación Fortitude (fortaleza) que organizó los servicios de inteligencia británica para encubrir los planes de la invasión de Francia en 1944 en el denominado día D.

## Personajes
- Catherine Blake, es el nombre tomado por la espía alemana Anna von Steiner en Inglaterra.
- Horst Neumann, espía alemán en Inglaterra
- Kurt Vogel, dirigente de los servicios secretos alemanes.
- Alfred Vicary, historiador y dirigente de los servicios secretos británicos.

## Recepción
El libro entró en la lista de los libros más vendidos del periódico The New York Times en enero de 1997, permaneció en ella durante cinco semanas y llegó a alcanzar el puesto número trece.